# 흥아타이어공업
흥아타이어공업(興亞 - 工業) 또는 정식명칭인 주식회사 흥아(株式會社 興亞)는 대한민국 최초의 오토바이 타이어와 자전거 타이어 전문회사이다. 현 넥센타이어의 전신인 흥아타이어와는 별개의 기업이다.
1951년 6월 부산에서 '흥아공업유한회사'로 설립하였고, 1985년 5월 양산공장을 준공하였다. 1992년 3월 (주)흥아로 상호를 변경하였고 2004년 1월에는 본사를 양산으로 이전하였다.

## 연혁
- 1950년 6월: 흥아공업유한회사 설립(부산시 전포동)
- 1965년 2월: 미국 시장 개척
- 1965년 7월: KS마크 표시 인증
- 1971년 1월: 일본 (주)쿄와와 자전차용 타이어, 튜브 기술 교류 개시
- 1973년 7월: 유럽 시장 개척(RALF BOHLE GmbH)
- 1975년 6월: 미국 안전규정에 의한 DOT NO 및 A4 등록
- 1971년 11월: 본사 이전 (부산시 화명동)
- 1981년 6월: JIS표시 승인 획득
- 1985년 5월: (주)흥아 양산 제2공장 준공
- 1987년 5월: 태평양밸브공업(주) 설립(한국-일본 합작)
- 1991년 5월: PT. HUNG-A INDONESIA 설립
- 1992년 3월: (주)흥아로 상호 변경
- 1996년 2월: 본사 이전(경상남도 양산시 유산동)
- 1996년 4월: (주)흥아포밍 설립
- 1997년 11월: ISO9001 품질시스템 인증
- 1998년 10월: E4 MARK 인증
- 2001년 12월: (주)썬텔 설립
- 2002년 9월: QS-9000 품질 시스템 인증
- 2002년 10월: PT.R&R TECH 설립 (인도네시아)
- 2006년 7월:  ISO/TS16949(현 IATF 16949) 인증, ISO14001 인증
- 2007년 12월: (주)HA테크 설립
- 2009년 6월: TIRON 브랜드 론칭
- 2011년 4월: ANHUI TIRON WHEEL 설립 (중국)
- 2012년 6월: (주)썬텔 매각
- 2014년 3월: (주)에스에이티 인수(코스닥 상장업체)
- 2016년 10월: PT.HA TIRE 설립 (인도네시아)

## 같이 보기
- 한국타이어
- 금호타이어
- 넥센타이어